# Kriegsausrüstungsnachweis
Die Kriegsausrüstungsnachweisung (KAN) war in der Wehrmacht und Waffen-SS eine detaillierte Liste, welche die gesamte Ausrüstung einer Einheit darstellte.
Aufgrund der  hohen Verluste der Wehrmacht und der daraus resultierenden Nachersatzprobleme während des Zweiten Weltkrieges, als auch aufgrund veränderter Taktiken wurde er regelmäßig aktualisiert. Während des Krieges erreichten die Einheiten meist nie ihr Ausstattungssoll.
Die Gliederung, die personelle Stärke, sowie die Anzahl der Waffen und Fahrzeuge einer Einheit war in der Kriegsstärkenachweisung (KStN) geregelt.
Die Bundeswehr nennt ihre (aus der KStN und KAN abgeleiteten) Vorschriften Stärke- und Ausrüstungsnachweisung (StAN).